# J.L.S. Bohr
Johan Laurits Sandal Bohr (født 10. juli 1815 i Nakskov, død 30. august 1876 i Møgeltønder) var en dansk adjunkt, præst og politiker.
Bohr er søn af adjunkt Peter Georg Bohr og flyttede med familien til Bornholm da faren blev rektor på Rønne Statsskole. Han blev student i Rønne i 1832 og fik teologisk embedseksamen i 1840. Herefter blev han adjunkt i Horsens, hvor han blev fastansat i 1846. Han skiftede i 1854 til at være sognepræst i Ballum og fem år senere provst for Lø-Møgeltønder Provsti. Han blev sognepræst i Møgeltønder i 1865 og i Daler i 1868 (konstitueret i 1867).
Bohr var medlem af Folketinget valgt i Skanderborg Amts 1. valgkreds (Horsenskredsen) fra 1852 til 1854. Han blev genvalgt ved folketingsvalgene i februar og maj 1853, men nedlagde sit mandat 3. august 1854 før valget i 1854 og blev afløst af godsejer P.A. Tutein.
J.L.S. Bohr er bror til skolemand H.G. Bohr.